# Orde van het Socialisme
De Orde van het Socialisme (Tsjechisch: Řád socialismu) werd door de stalinistische regering van Tsjecho-Slowakije in 1951 ingesteld. De orde heeft maar kort bestaan. Na 1955 werd zij niet meer uitgereikt; een decreet van oktober 1990, waarin de andere socialistische orden werden opgeheven, vermeldt deze orde niet, wellicht omdat er geen dragers meer in leven zijn.
Het lint van de orde is rood-donkerrood-rood.